# سوفیا شاپاتاوا
 سوفیا شاپاتاوا (گرجی: სოფია შაფათავა؛ زادهٔ ۱۲ ژانویهٔ ۱۹۸۹) یک تنیس‌باز اهل گرجستان است.